# Thomas Möllenkamp
Thomas Möllenkamp (* 7. Oktober 1961 in Osnabrück) ist ein ehemaliger deutscher Ruderer. Er nahm 1984 und 1988 an den Olympischen Spielen teil und wurde 1988 Olympiasieger.
Möllenkamp begann 1975 mit dem Rudersport. 1979 wurde er mit dem Vierer vom Osnabrücker Ruder-Verein Zweiter bei den Junioren-Weltmeisterschaften. 1980 konnte sich Möllenkamp mit dem Achter (Rudern) für die Olympischen Spiele qualifizieren, wegen des Olympiaboykotts durfte er allerdings nicht nach Moskau fahren. 1981 wurde Möllenkamp mit dem Vierer ohne Steuermann Siebter der Weltmeisterschaft. 1980, 1982 und 1988 wurde Möllenkamp Deutscher Meister im Vierer ohne Steuermann. Für die Olympischen Spiele 1984 wollte sich Möllenkamp im Vierer qualifizieren. Nachdem ihm das nicht gelungen war, startete er mit Axel Wöstmann im Zweier ohne Steuermann. Die beiden Osnabrücker Ruderer überraschten als Viertplatzierte und verpassten nur knapp die Bronzemedaille. Vier Jahre später konnte sich Möllenkamp für den Deutschland-Achter qualifizieren. In der Besetzung Wolfgang Maennig, Thomas Möllenkamp, Matthias Mellinghaus, Eckhard Schultz, Ansgar Wessling, Armin Eichholz, Thomas Domian, Schlagmann Bahne Rabe und Steuermann Manfred Klein gewann der Achter bei den Olympischen Spielen in Seoul Gold. Für diesen Erfolg wurden er und die Mannschaft des Deutschland-Achters mit dem Silbernen Lorbeerblatt ausgezeichnet.
Insgesamt gewann Möllenkamp vier Deutsche Meistertitel. Nach seiner Karriere war Thomas Möllenkamp zeitweise Vorsitzender des Osnabrücker Rudervereins. Thomas Möllenkamp hat zwei Kinder.